# Hybris (Änglagård)
Hybris (Svedese: hybris - "hybris", che deriva dal greco Hýbris, che significa "tracotanza", "superbia", "orgoglio"), è il primo album in studio del gruppo Svedese progressive rock Änglagård.
Il sound è abbastanza simile a quello dei gruppi progressive rock degli anni '70 come gli Yes ed i King Crimson, ma gli Änglagård sono riusciti comunque ad infondervi il loro stile, specialmente grazie al suono folkloristico del flauto di Anna Holmgren, e alla batteria dell'allora solo diciassettenne Mattias Olsson.
Questo album era molto difficile da trovare, ed era considerato una rarità nel progressive rock. Per questo è stato recentemente ripubblicato dalla Alvarsdotter Music & Production.
Nella versione rimasterizzata dell'album, è presente una bonus track chiamata "Gånglåt från Knapptibble", che è una demo della canzone "Skogsranden" del loro secondo album Epilog.

## Tracce
- Tutta la musica è scritta e arrangiata dagli Änglagård.  Tutti i testi sono stati scritti da Tord Lindman.

1. "Jordrök (Fumo della Terra)" – 11:10
2. "Vandringar i vilsenhet (Girovagando nella Confusione)" – 11:56
3. "Ifrån klarhet till klarhet (Da chiarezza a certezza)" – 8:08
4. "Kung Bore (Re Inverno)" – 13:04
5. "Gånglåt från Knapptibble (Motivo della Marcia da Knapptibble)" (bonus track) – 7:19

## Formazione
- Tord Lindman - voce, chitarre
- Jonas Engdegård - chitarre
- Thomas Johnson - mellotron, tastiere
- Anna Holmgren - flauto
- Johan Högberg - basso
- Mattias Olsson - percussioni